# Lacul Velența

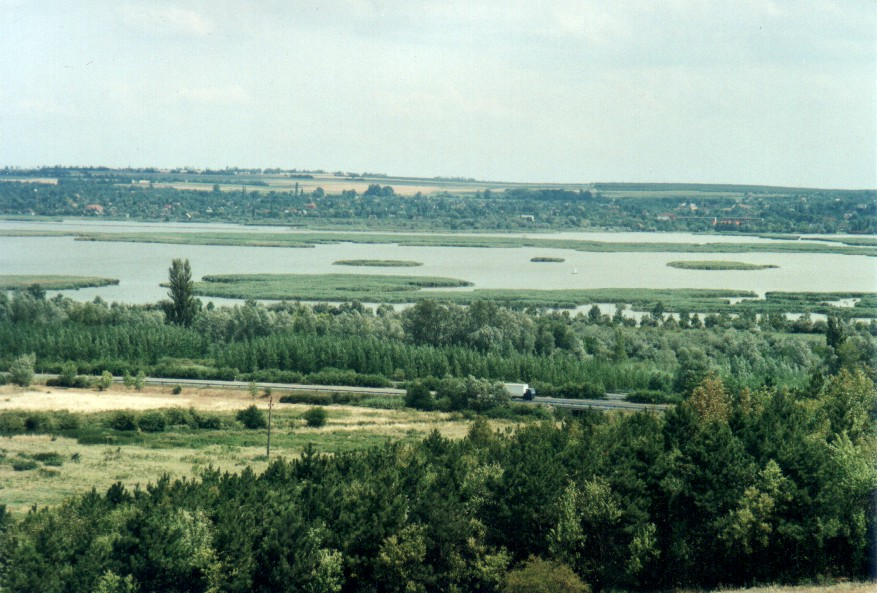
Lacul Velența

Lacul Velența (maghiară Velencei-tó) este situat în Județul Fejér din Ungaria. El fiind  după mărime al treilea lac din Ungaria. 

## Date geografice
Velența se află la alt 103 aflându-se circa la jumătatea drumului dintre lacul Balaton și Budapesta. El are o lungime de 10,8 km și o lățime care este cuprinsă între 1,5 și 3,5 km, întinzându-se pe suprafața de 24,9 km². Pe malul nordic al lacului se află munții Velenței, care ating înălțimea de 352 (Meleg-Hegy), malul sudic al lacului este mai puțin accidentat, unde predomină regiunea de șes. Adâncimea medie a lacului este de  1,60 m, pe când adâncimea maximă este de peste 3 m. Lacul este alimentat de pâraiele de pe malul nordic care deversează în lac. 

## Localități de pe malul lacului
- Velence
- Kápolnásnyék
- Gárdony
- Agárd
- Dinnyés
- Pákozd
- Sukoró